# چارلز وودبرن
چارلز وودبرن (انگلیسی: Charles Woodburn؛ زادهٔ ۱۹۷۱) مدیر اجرایی اهل بریتانیا است، که هم‌اکنون به‌عنوان مدیرعامل شرکت بی‌ای‌ئی سیستمز فعالیت می‌کند.